# 熊谷実帆
熊谷 実帆（くまがい みほ、1997年1月31日 - ）は、ニッポン放送CP局アナウンス室所属のアナウンサー。愛称は、熊さん、熊ちゃん。

## 来歴
秋田県秋田市出身。秋田県立秋田高等学校卒業。高校時代は吹奏楽部に所属し、地元放送局の番組出演時から、アナウンサーやラジオパーソナリティを目指していると主張していた。
早稲田大学文化構想学部に進学し、放送研究会に所属していた。また、地元の秋田で第30代JA全農あきたのキャンペーンガール「ミス・フレッシュ秋田」として、東京で地元秋田産農作物PRの活動していた。また、アナウンススクールとして、大学1年生時にはテレビ朝日アスクに通い、大学2年生から4年生まではこれとは別の個人経営のアナウンススクールへ通っていた。就職活動はラジオアナウンサーになりたく、ラジオ単営局とラジオ・テレビ兼営局を重視して受験。
2019年3月、同大卒業後の同年4月、アナウンサーとしてニッポン放送に入社。同期は前島花音。また同局の先輩アナウンサーである新行市佳は同郷で、高校・アナウンススクールも共に同窓。
同年4月28日、「ニッポン放送 THEラジオパーク in 日比谷」の最終ステージ、「ありがとう!ラジオパーク!ニッポン放送番組祭り!」の終盤に前島と共にリスナーへ御披露目。
研修期間を経て、同局の開局記念日に当たる、7月15日、『ニッポン放送開局65周年記念特別番組〜あなたとRock&Go!』の第4部「ニッポン放送ヒストリー〜2010年代編、そして未来へ〜」の18時台パートの横浜高島屋からの生中継にして初鳴きデビューした。
同年9月から『草野満代 夕暮れWONDER4』のお天気WONDER4にてレギュラーデビューを果たし、以後、各番組での中継リポートメインで番組に出演し、現在はバラエティ番組のアシスタントを担当。
2023年3月5日、東京マラソン2023に広報企画ランナーとして出場、6時間28分49秒で完走。

## 人物
- 中学・高校通して6年間吹奏楽部に所属していてフルートを担当、高校2年生の時にフルート四重奏で東北大会銀賞を受賞[9]。そのためフルートの演奏が出来、自己紹介を兼ねて出演番組で披露した経験がある[10]。
- 熊谷の人格形成で父親の影響が強く、アナウンサーを目指した理由も生活の中で、地元である秋田市で生活していた性質上、マイカー移動が多くラジオとの接触率が高く、父親もラジオを好んで聞いており、番組投稿を親子で競って投稿していたとしている[11]。また、父親が俳句を嗜んでおり、熊谷と妹にも俳句を嗜む事を押し付けていたため、日記を俳句形式で認めていた[12]。またその小学生時代には、これも父親が好んで聴いていたという、中村こずえが担当していた『中村こずえのみんなでニッポン日曜日!』[13]もよく聴いていて、中村の声を聴いてラジオ局のアナウンサーを目指したという[14][15]。そして本人がラジオに“初出演”したのは小学1年生の時にTBSラジオの『全国こども電話相談室』で、夏休みに自分が出した俳句[注釈 1]が「永六輔賞」を受賞したことで生放送中に電話出演することが出来、その日の回答者だった永六輔とも話をすることが出来た（本人曰く、当時は永六輔がどれほどの人か理解できていなかったとのことだったが、父親は喜んでいたという）[2][14]。
- 幼少期から熊谷は家族で秋田市から千葉県浦安市内に所在する祖父母宅経由で東京ディズニーランドに家族で通っていた事もあり、元来からディズニーのファンで、今でも趣味としており[16][14]、コロナ禍前迄は年間パスポートを所持しており、月1でパークに通う位であった。そのディズニーランドの元アンバサダーでディズニー関連の仕事を多数している所属会社の先輩である、フリーアナウンサーの田中美和子を同社入社選考面接時から喋り手として目指しているアナウンサーであると明言している。また、同局の就職選考の社長面接では涙を流して、同局のアナウンサーになりたい想いを伝えた。
- 前述の先輩である新行と共にイジりとして、同局の先輩である東島衣里の物真似をするが、物真似のテイストに若干の悪意があるため、新行の母親から共に「秋田極悪同盟」と称されている[17][18]。
- お気に入りのラブソングは桑田佳祐「波乗りジョニー」だと、2022年7月1日『うどうのらじお』で自ら語って曲紹介した[19]。

## 出演番組

### 現在
- 垣花正 あなたとハッピー!（アシスタント）※火、木曜 - 2020年3月31日 - 、（「新人アナウンサー行ってきまーす!」リポーター）※月、火曜 - 2019年10月7日 - 2020年3月24日
- うどうのらじお（アシスタント）- 2020年7月10日 -
- 泉房穂の情熱ラジオ（パートナー）- 2024年10月4日 -2025年3月21日

### 過去
学生時代
- タマリバ（ABSラジオ）
- パイセン! 大学の歩き方（ABSラジオ） - 2018年3月23日

ニッポン放送出向以後
- 草野満代 夕暮れWONDER4※お天気WONDER4キャスター（水、木曜担当） - 2019年9月4日 - 2020年3月26日
- 有楽町930ステーション（パーソナリティ）※土曜 - 2019年10月26日 - 2020年3月14日
- 飯田浩司のOK! Cozy up!（代理アシスタント） - 2019年9月6[20]、12日、2020年3月5、17日
- ミュージック・パーティー（パーソナリティ） - 2019年9月30日 - 2020年7月30日
- 熊谷実帆のサウンドコレクション（パーソナリティ）※NRN系列局向け裏送り - 2019年10月27日、2021年7月21、28日、8月6日、11月23日、2023年7月14日
- 祝賀御列の儀 実況生中継（祝田橋地点 リポーター） - 2019年11月10日
- 有楽町イノベーション井戸端会議（アシスタント） - 2019年12月30日
- Jリーグ RADIO
  - 横浜F・マリノス×FC東京（スタジオ担当） - 2019年12月7日
- ニッポン放送スポーツスペシャル 
  - 第99回天皇杯全日本サッカー選手権大会 決勝 ヴィッセル神戸×鹿島アントラーズ （スタジオ担当） - 2020年1月1日
- ラジオ・チャリティー・ミュージックソン（スマイル募金隊） - 2019年12月24日
- サタデーミュージックバトル天野ひろゆき ルート930 （アシスタント） - 2020年5月9日 - 6月6日
- オールナイトニッポン MUSIC10（パーソナリティ）※裏送り - 2020年9月28日
- 森田健作 青春の勲章は くじけない心 増刊号（進行ナレーション） - 2021年7月11日
- 日本冷凍食品協会プレゼンツ アマノッチのココロにおいしい冷凍食品（アシスタント） - 2020年10月18日
- 新春スペシャル ドクターコパの開運ラジオ2021（アシスタント） - 2021年1月1日
- ニッポン放送ニュース・交通情報・天気予報   - 2019年11月2日 - 2020年10月3日
  - 八木亜希子 LOVE&MELODY
  - ゴッドアフタヌーン アッコのいいかげんに1000回
  - サタデーミュージックバトル天野ひろゆき ルート930
- ニッポン放送ショウアップナイター（スタジオ担当）※土曜デイゲームのみ【上記の3つの担当含む】  - 2020年6月20、27日
- 灯-mawali presents BOUSAI LIGHT HOUSE（アシスタント） - 2020年1月3日、4月2日 - 2021年3月25日

## その他

### CM
- 美ヶ原高原美術館
- 一言主神社 (常総市)
- フライスター
- JA鹿児島県経済連
- 揖保乃糸